# Championnat de Macao de football 2015
Navigation
Saison précédente Saison suivante
La saison 2015 du Championnat de Macao de football est la soixante-sixième édition du Campeonato da Primeira Divisão, le championnat de première division à Macao. Les dix meilleures équipes macanaises sont regroupées au sein d’une poule unique où elles s'affrontent deux fois au cours de la saison. En fin de championnat, seul le dernier du classement est relégué et remplacé par la meilleure équipe de deuxième division.
C'est le Casa do Sport Lisboa e Benfica, tenant du titre, qui est à nouveau sacré cette saison après avoir terminé en tête du classement, avec un seul point d'avance sur Windsor Arch Ka I. Il s’agit du second titre de champion de Macao de l’histoire du club, qui manque le doublé en s'inclinant en finale de la Coupe de Macao face à son dauphin en championnat.
La compétition revêt un intérêt supplémentaire à partir de cette saison puisque pour la première fois depuis 2002, le champion de Macao se qualifie pour une compétition continentale, à savoir le premier tour de barrage de la Coupe de l'AFC.

## Les clubs participants
- PSP Macao
- Lai Chi - Promu de Segunda Divisão
- Sporting Clube de Macau
- Clube Desportivo Monte Carlo
- Casa do Sport Lisboa e Benfica
- MFA Development
- Windsor Arch Ka I
- Chao Pak Kei
- Casa de Portugal FC - Promu de Segunda Divisão
- Chuac Lun - Promu de Segunda Divisão

## Compétition
Le barème utilisé pour établir le classement est le suivant :
- Victoire : 3 points
- Match nul : 1 point
- Défaite : 0 point

### Classement
| Rang | Équipe                          | Pts | J  | G  | N | P  | Bp | Bc | Diff |
| ---- | ------------------------------- | --- | -- | -- | - | -- | -- | -- | ---- |
| 1    | Casa do Sport Lisboa e BenficaT | 47  | 18 | 15 | 2 | 1  | 76 | 9  | +67  |
| 2    | Windsor Arch Ka IC              | 46  | 18 | 15 | 1 | 2  | 71 | 16 | +55  |
| 3    | Chao Pak Kei                    | 35  | 18 | 11 | 2 | 5  | 50 | 28 | +22  |
| 4    | Clube Desportivo Monte Carlo    | 35  | 18 | 11 | 2 | 5  | 39 | 14 | +25  |
| 5    | Sporting Clube de Macau         | 34  | 18 | 10 | 4 | 4  | 41 | 24 | +17  |
| 6    | Lai Chi                         | 19  | 18 | 5  | 4 | 9  | 26 | 42 | -16  |
| 7    | PSP Macao                       | 15  | 18 | 4  | 3 | 11 | 17 | 40 | -23  |
| 8    | Chuac LunP                      | 14  | 18 | 4  | 2 | 12 | 17 | 70 | -53  |
| 9    | Casa de Portugal FCP            | 12  | 18 | 3  | 3 | 12 | 22 | 66 | -44  |
| 10   | MFA Development                 | 1   | 18 | 0  | 1 | 17 | 8  | 58 | -50  |

|  | Qualification pour la Coupe de l'AFC 2016                                           |
|  | Relégation directe en Segunda Divisão                                               |
|  | T : Tenant du titre C : Vainqueur de la Coupe de Macao P : Promu de Segunda Divisão |

## Bilan de la saison
| Championnat de Macao de football 2015 |                                           |
| Champion                              | Casa do Sport Lisboa e Benfica (2e titre) |
| Coupes et trophées                    |                                           |
| Vainqueur de la Coupe de Macao 2015   | Windsor Arch Ka I                         |
| Qualifications continentales          |                                           |
| Coupe de l'AFC 2016                   | Casa do Sport Lisboa e Benfica            |
| Promotions et relégations             |                                           |
| Promus en Primeira Divisão            | Kei Lun                                   |
| Relégués en Segunda Divisão           | MFA Development                           |